# Jaclyn Smith
Pour les articles homonymes, voir Smith.
Jaclyn Smith, née le 26 octobre 1945 à Houston, Texas, est une actrice américaine de télévision et de cinéma.

## Biographie

### Débuts
Jacquelyn Ellen Smith est née le 26 octobre 1945 à Houston, au Texas.

### Carrière
En 1976, Jaclyn Smith accède à la célébrité en jouant le rôle de Kelly Garrett dans la série culte Drôles de dames (Charlie's Angels). Elle est la seule actrice de la série à avoir joué dans les 5 saisons qui la composent et à avoir fait une apparition dans deux des adaptations de la série au cinéma (elle reprend le rôle de Kelly Garrett en 2003 dans Charlie's Angels : Les Anges se déchaînent ! et de nouveau  en 2019 dans Charlie's Angels).
Aux États-Unis, elle est surnommée la « reine » des séries car on ne compte plus toutes ses apparitions. Elle joue également dans de nombreux téléfilms.
En 1985, elle lance sa propre marque — une idée originale à l'époque, reprise depuis par de nombreuses stars[réf. nécessaire]. Elle commercialise des lignes de produits de beauté, de vêtements, et même de meubles et de linge de maison depuis 2002.

### Vie personnelle
Jaclyn Smith s'est mariée quatre fois. En 1968, elle épouse en premières noces l'acteur Roger Davis jusqu'en 1975. Ensuite elle épouse l'acteur Dennis Cole, ce dernier a joué dans plusieurs épisodes de la série Drôles de Dames et a ainsi donné la réplique à Jaclyn. Ils divorceront en 1981. 
Cette même année, Jaclyn a épousé en troisièmes noces, le réalisateur Anthony B. Richmond avec lequel elle a eu deux enfants : un fils prénommé Gaston (né en 1982) et une fille prénommée Spencer Margaret (née en 1985) avant de divorcer en 1989. 
Depuis 1997, elle est mariée à un chirurgien cardio-thoracique, Brad Allen. 
En 2003, Jaclyn Smith a été traitée pour un cancer du sein diagnostiqué en 2002.

## Filmographie

### Cinéma
- 1969 : Goodbye Columbus (Goodbye, Columbus) : un mannequin
- 1970 : Les Derniers Aventuriers (The Adventurers) : Belinda, une journaliste
- 1974 : Bootleggers (en) de Charles B. Pierce avec Paul Koslo, Dennis Fimple, Slim Pickens : Sally Fannie Tatum
- 1980 : Nightkill de Ted Post avec Robert Mitchum, Mike Connors : Katherine Atwell
- 1985 : Déjà Vu d'Anthony B. Richmond avec Nigel Terry, Shelley Winters : Brooke / Maggie
- 1999 : Crashs en série (Free Fall) de Mario Azzopardi avec Bruce Boxleitner, Hayden Christensen : Renee Brennan
- 2003 : Charlie's Angels : Les Anges se déchaînent ! (Charlie's Angels: Full Throttle) de McG : Kelly Garrett
- 2019 : Charlie's Angels d'Elizabeth Banks : Kelly Garrett

### Télévision

#### Séries télévisées
- 1973 et 1975 : Un shérif à New York (McCloud) : Jackie Rogers
- 1975 : Switch : Alice
- 1976-1981 : Drôles de dames (Charlie's Angels) : Kelly Garrett
- 1977 : La croisière s'amuse (The Love Boat) : Janette Bradford
- 1989-1990 : Christine Cromwell (4 épisodes) : Christine Cromwell
- 2000-2001 : Becker (saison 3, épisodes 6 et 14) : Megan
- 2002-2004 : Washington Police (The District) (14 épisodes des saisons 3 et 4) : Vanessa Cavanaugh
- 2004 : La Star de la famille (Hope and Faith) (saison 2, épisodes 6 et 7) : Dr Anne Osvath
- 2010 : New York, unité spéciale (Law and Order: Special Victims Unit) (saison 11, épisode 18) : Susan Delzio
- 2012 : Les Experts (CSI: Crime Scene Investigation) (saison 12, épisodes 18 et 22) : Olivia Hodges

#### Téléfilms
- 1972 : Probe : Stewardess
- 1972 : Oh, Nurse!
- 1974 : Sin, American Style : Susan Cole
- 1976 : The Whiz Kid and the Carnival Caper : Cathy Martin
- 1977 : Escape from Bogen County : Maggie Bowman
- 1978 : The Users de Joseph Hardy : Elena Scheider
- 1981 : Jacqueline Bouvier Kennedy (en) : Jacqueline Kennedy
- 1983 : La Fureur des anges (Rage of Angels) de Buzz Kulik : Jennifer Parker
- 1984 : George Washington (en) : Sally Fairfax
- 1984 : Voyage sentimental ou Le Chemin du bonheur (Sentimental Journey) de James Goldstone : Julie Ross-Gardner
- 1984 : La Nuit où l'on a sauvé le père Noël de Jackie Cooper : Claudia Baldwin
- 1985 : Florence Nightingale de Daryl Duke : Florence Nightingale
- 1986 : La Fureur des anges : La Vie continue (Rage of Angels: The Story Continues) : Jennifer Parker
- 1988 : Windmills of the Gods : Mary Ashley
- 1988 : La Mémoire dans la peau (The Bourne Identity) : Marie St. Jacques
- 1989 : Le Crime Oublié : Katherine Whately
- 1990 : Kaléidoscope de Jud Taylor d'après Danielle Steel : Hilary Walker
- 1991 : La nuit du mensonge (Lies Before Kisses) de Lou Antonio : Elaine Sanders
- 1991 : The Rape of Doctor Willis de Lou Antonio : Kate Willis
- 1992 : In the Arms of a Killer : Maria Quinn
- 1992 : Cauchemar en plein jour (Nightmare in the Daylight) de Lou Antonio : Megan Lambert
- 1992 : La Belle et le Fantôme (Love Can Be Murder) : Elizabeth Bentley
- 1994 : Victime de la rage (Cries Unheard: The Donna Yaklich Story) d'Armand Mastroianni : Donna Yaklich
- 1994 : Album de famille (en) (Family Album) de Jack Bender d'après le roman de Danielle Steel : Faye Price Thayer
- 1996 : Ma meilleure ennemie (My Very Best Friend) de Joyce Chopra : Dana
- 1997 : L'Amour oublié (Married to a Stranger) de Sidney J. Furie : Megan Potter
- 1998 : Nuit sans sommeil (Before He Wakes) de Michael M. Scott : Bridget Smith Michaels
- 1999 : 3 mères pour un enfant (Three Secrets) de Marcus Cole : Diane
- 2000 : Dans les filets de l'amour (Navigating the Heart) : Edith Iglauer
- 2005 : Un petit pas vers le bonheur (Ordinary Miracles) de Michael Switzer : Juge Kay Woodbury
- 2015 : Les doutes de la mariée (Bridal Wave) de Michael M. Scott : Felice Hamilton
- 2019 : Père Noël incognito (Random Acts of Christmas) de Marita Grabiak : Lauren Larkin

#### Emissions télévisées
- 2007-2008 : Top coiffure (Shear Genius) : Animatrice

## Distinctions

### Récompenses
- 1978 : Photoplay Awards du sex-symbol féminin préférée.

### Nominations
- 1979 : Bravo Otto de la meilleure star féminine préférée.
- 1979 : Photoplay Awards du sex-symbol féminin préférée.
- 1980 : Bravo Otto de la meilleure star féminine préférée.
- 39e cérémonie des Golden Globes 1982 : Meilleure actrice dans une mini-série ou un téléfilm pour Jackie Kennedy (Jacqueline Bouvier Kennedy) (1981) pour le rôle de Jacqueline Kennedy.
- 2007 : TV Land Awards du personnage féminin "que vous aimez regarder lutter pour sa vie" dans un téléfilm.

## Voix françaises
| - Évelyn Séléna (*1939-2025) dans : - Drôles de dames (série télévisée) - Les illusions trahies (téléfilm) - Mission Danger à Bucarest (téléfilm) - Le Crime oublié (téléfilm) - Christine Cromwell (téléfilms) - Cauchemar en plein jour (téléfilm) - Mon ennemie intime (téléfilm) - Nuit sans sommeil (téléfilm) - Crashs en série - Dans les filets de l'amour (téléfilm) - Becker (série télévisée) - Charlie's Angels : Les Anges se déchaînent ! - Un petit pas vers le bonheur (téléfilm) - Les Doutes de la mariée (téléfilm) | - Frédérique Tirmont dans : - Kaléidoscope (téléfilm) - Album de famille (téléfilm) - Les Experts (série télévisée) Et aussi - Martine Messager (*1940-2007) dans Nightkill - Béatrice Agenin dans Voyage sentimental (téléfilm) - Catherine Lafond dans La Nuit où l'on sauve le Père Noël (téléfilm) - Marie-Laure Beneston dans La Mémoire dans la peau (téléfilm) - Marie Vincent dans La Nuit du mensonge (téléfilm) - Catherine Privat dans La Belle et le Fantôme (téléfilm) - Dominique Westberg dans Victime de la rage (téléfilm) - Pauline Larrieu dans L'Amour oublié (téléfilm) - Dorothée Jemma dans 3 mères pour un enfant (téléfilm) - Marion Loran dans Washington Police (série télévisée) - Clara Borras dans Docteur Odyssey (série télévisée) |

## Anecdote
Le duo musical français Air lui a consacré l'un de ses morceaux, Kelly watch the Stars, d'après le nom du personnage interprété dans Drôles de Dames. Dans le clip vidéo officiel, les deux joueuses de ping-pong se nomment d'ailleurs  Kelly et Smith (le vrai nom de l'artiste).